# Janomamové
Janomamové, Yanomamiové, nebo také Širišanové (janonámsky Yanomamo, v doslovném překladu člověk či muž, ale také Xilixana, vyslovováno a přepsáno jako Širišana) jsou početný domorodý indiánský kmen, žijící v Jižní Americe, v deštných pralesích severní Amazonie. Jsou rozšířeni především na hranicích Venezuely a Brazílie. Odlehlost jejich území způsobila, že až do počátku 20. století nebyli vystaveni kontaktům s bělochy. Právě proto je tradiční kultura Janomamů jedna z nejzachovalejších v celé Amazonii.

## Pojmenování
Yanomamo je jejich vlastní jméno a v překladu znamená „člověk“, sousední indiáni Aravakové je nazývají Waika, což znamená „zabijáci“ nebo přesněji „rozbíječi lebek“. Tento název se pro Janomamy používal i ve starší evropské literatuře. Pro svůj pejorativní charakter by se ale používat neměl.

## Obydlí

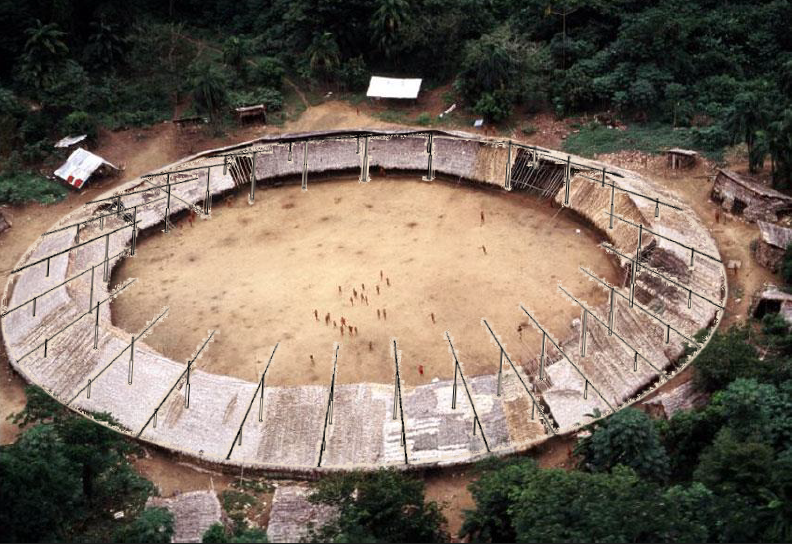
Janomamský šapun na leteckém snímku

Janomamové žijí ve vesnicích zvaných šapun či šabono, které čítají 50–400 osob, zpravidla ze dvou vzájemně sešvagřených rodů. Celý šapun žije pod společnou střechou, která je rozdělena tenkými stěnami na obydlí jednotlivých rodin s ohništi. Šapuny mají oválný tvar, jejich střecha bývá zhotovena z palmového listí. Uprostřed šapunu je volné nezastřešené prostranství, kde se odbývají slavnosti, souboje a obřady.

## Společenský systém
Společnost Janomamů se dělí na exogamní patrilineární rody. Jeden šapun spolu obvykle sdílejí dva až tři vzájemně sešvagřené rody. V každém šapunu má rozhodující slovo náčelník a rada starších. Náčelník má značnou autoritu, představuje soudní a výkonnou moc. V některých případech může rozhodovat o životě a smrti vesničanů. Zvláště podvádění v tradičních soubojích mohl náčelník potrestat smrtí. Jednotlivé šapuny vůči sobě mohou být ve spojeneckém vztahu, který se týká společného konání obřadů, směnného obchodu a někdy i vzájemných sňatků. Často jsou však šapuny nebo jejich konfederace vůči sobě vzájemně nepřátelské a Janomamové mezi sebou dodnes příležitostně bojují. Používají přitom tradiční zbraně – luky, šípy, kamenné sekery, kyje a v současnosti také mačety.
Janomamové preferují polygamii, ostatně jako většina amazonských indiánů. Ženy získávají především z válečných zajatkyň. Není nic zvláštního, když si muž za ženu vybere pětiletou dívku a stará se o ni, dokud nedospěje.

## Strava a zemědělství
Janomamové jsou závislí na pralese, kde sbírají ovoce (především plody palem), bezobratlé živočichy a drobné obratlovce. Muži také loví větší zvěř, hlavně opice a pekari, často s pomocí psů. Menší význam má rybolov. Ryby loví především v záplavových tůních, často pomocí rostlinných jedů.
Janomamové se věnují i zemědělství. Na políčkách vyklučených v pralese pěstují banány, maniok, ale také tabák, bavlník, papriky a ovocné stromy.

## Řemesla
Janomamové jsou především vynikající košikáři. Z bambusu, lián a rostlinných pletiv zhotovují koše, nůše, hamaky, rohože a další vybavení domácnosti. Menší význam má zpracování dřeva a výroba keramiky. Jejich řemeslné výrobky, hlavně keramika, šípy a ozdoby slouží také jako artikl pro směnný obchod mezi jednotlivými šapuny.

## Oděv a vzhled
Muži v současnosti většinou nosí bederní roušky z červeného plátna. Není to však jejich původní oděv. Plátno totiž získávají pouze obchodem s bělochy nebo sousedními indiánskými kmeny (Aravaové, Makušiové, Karibové), ovlivněnými evropskou kulturou. Dříve chodili nazí, pouze s bavlněnou šňůrou kolem boků. Pomocí tohoto pásu si k břichu přivazovali penis. Ženy nosí dodnes většinou pouze ozdoby. Mohou to být bavlněné, pásky, dvě šňůry křížem přes prsa, náhrdelníky či náramky, dnes už často ze skleněných, korálků. Při slavnostech se malují tenkými linkami červeným či černým barvivem, při válečném tažení si muži malují tělo převážně černě. Ženy a děti některých rodů si zase malují na obličej černým barvivem genipapo vzor v podobě jaguářích skvrn. Muži i ženy nosí ve tvářích a dolním rtu ozdoby z bambusových třísek nebo peří, a také náušnice z obdobného materiálu.
Charakteristický je u účes Janomamů. Obě pohlaví si přiřezávají vlasy nakrátko tzv. „podle kastrolu“. Muži si často holí na temeni hlavy tonzuru, jíž si někdy barví na červeno barvivem urucú.

## Zbraně a válka
Janomamové používají dodnes tradiční zbraně, především dlouhý luk, a to jak pro lovecké, tak i válečné účely. Luk i šípy jsou velmi dlouhé (až 2 m), tedy větší než samotní Janomamové. Znají i šípy otrávené jedem kurare (vyrábí se z liány) nebo jedem z žab pralesniček. Hroty šípů zhotovují dodnes z kosti, zubu, tvrdého dřeva a nejčastěji ze štípaného bambusu. Z tohoto materiálu zhotovují i břitvy na holení a nože, k jejichž výrobě však někdy používají i krunýř pásovce. Zejména v ritualizovaných soubojích používají rádi i kyje.
Souboje mezi muži slouží jako prostředek k řešení vzájemných sporů v rámci šapunu nebo i se sousedními osadami. Souboje mohou být buďto pěstní (je povoleno bít se pouze do hrudi nebo do kyčlí) nebo s kyji (smí se bít pouze do temene). Prohrává ten, kdo první upadne nebo není schopen opětovat ránu. Při soubojích platí velmi přísná pravidla, na jejichž dodržování dohlíží náčelník. Porušení pravidel (např. nedovolený úder) může náčelník potrestat i smrtí provinilce.
Klid v lovištích Janomamů často dodnes narušují i skutečné války mezi jednotlivými osadami. Nejčastěji jsou vyprovokované únosem žen nebo narušením teritoria osady sousední skupinou. V minulosti přepadali i osady sousedních kmenů nebo dokonce bělochů, aby unesli jejich dívky a ženy. Dodnes Janomamové napadají i bílé osadníky a zvláště zlatokopy, kteří od 70. let 20. století pronikají na jejich území.

## Náboženství
Náboženstvím Janomamů je šamanismus. Věří v mnoho duchů Hekurá, osídlujících okolní prales, většinou jsou to hekurá zvířat. Nebezpečnější jsou podzemní démoni Amahiri, kteří vypadají jako lysí lidé. Jedním z nejmocnějších božstev je duch Měsíce. Za svého předka někdy pokládají ptáka vlhovce chocholatého (Psarocolius decumanus). Do kontaktu s duchy se šamani dostávají šňupáním halucinogenního prášku epená, který se získává ze stromové kůry nebo ze semen některých rostlin. Šňupání se provádí ve dvojici pomocí trubiček, jimiž si oba aktéři vzájemně foukají prášek do nosu. Mimoto hojně kouří i žvýkají tabák.
Svérázné jsou jejich pohřební rituály. Mrtvého spálí na dřevěné hranici uprostřed šapunu nebo, jsou-li v časové tísni, tělo nejprve zavěsí na strom v koši či jakési smotané rohoži, počkají až shnije a spálí zbylé kosti. Spálené kosti sesbírají, roztlučou na prášek a vypijí v banánové kaši při slavnosti reaho. Při této slovnosti se sejdou příbuzní a přátelé z několika šapunů a tři dny, někdy i déle, společně hodují, zpívají a tančí. Reaho tak pomáhá udržet dobré vztahy se sousedy. Tento rituální endokanibalismus praktikují proto, aby duše nebožtíka našla klid. Věří, že dokud nesní všechny jeho kosti, duše zemřelého se bezcílně potuluje pralesem.

## Helena Valerová
V roce 1937 unesl kmen Janomanů cca 11letou bělošku Helenu Valerovou, která pak mezi Janomamy žila přibližně 20 let, než se vrátila do civilizace. V knize, kterou na základě jejího vyprávění, sepsal etnograf Ettore Biocca, je podrobně popsaný tradiční způsob života Janomamů.